# آشوت آدامیان
آشوت کارلوسی آدامیان (ارمنی: Աշոտ Կառլոսի Ադամյան زادهٔ ۱۴ فوریهٔ ۱۹۵۳) یک بازیگر فیلم و تئاتر اهل ارمنستان بود. وی از سال ۱۹۷۷ میلادی تاکنون فعالیت می‌کند.

## زندگی‌نامه
وی در ۱۴ فوریهٔ ۱۹۵۳ در ایروان زاده شد و از دانشگاه دولتی علوم پرورشی خاچاطور آبوویان ارمنستان فارغ‌التحصیل شد. 

## بخشی از فیلمشناسی
از فیلم‌ها یا برنامه‌های تلویزیونی که وی در آن نقش داشته است می‌توان به گاه‌شماری آثار زیر اشاره کرد.